# スペードの女王 (オペレッタ)

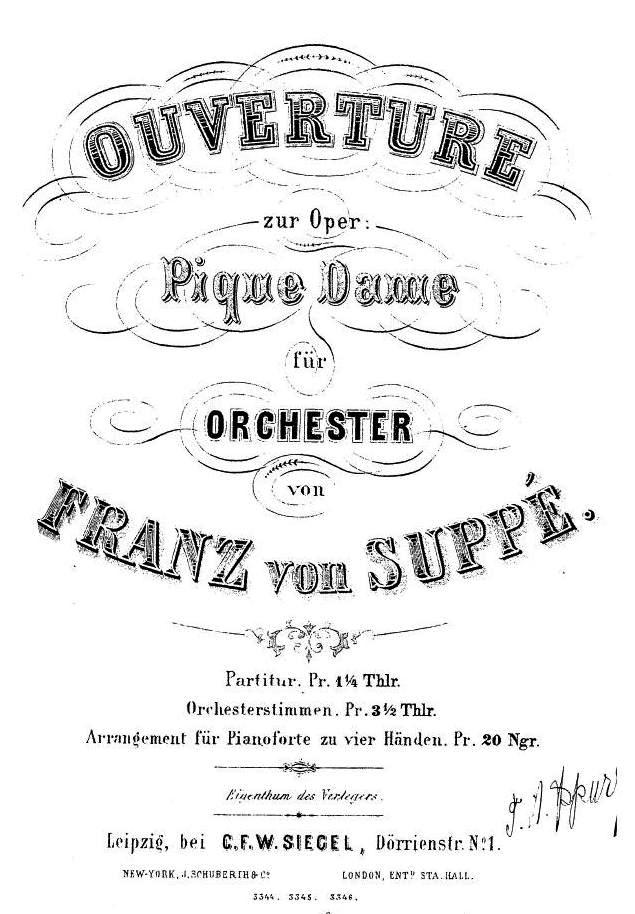
序曲のスコア表紙

『スペードの女王』（スペードのじょおう、Pique Dame）は、フランツ・フォン・スッペが1864年に作曲した2幕からなるオペレッタ。スッペの他の多くのオペレッタと同様、現代において上演されることはなく、序曲のみが今も演奏される。

## 作曲の経緯
本作は1862年に初演された1幕のオペレッタ『トランプ占いの女』 (de:Die Kartenschlägerin) の改訂版にあたる。『トランプ占いの女』はスッペが書いた2つ目のオペレッタで、もともとアン・デア・ウィーン劇場のために書かれたが、同年劇場が倒産したためにカイ劇場 (de:Theater am Franz-Josefs-Kai) での上演用に改訂され、そこで1862年4月26日に初演されたものの、公演は失敗で3回上演しただけで打ち切られた。現在この作品は復元できない。
1864年、グラーツで公演するためにスッペは『トランプ占いの女』を2幕の『スペードの女王』に改訂した（音楽は同じ）。新しいリブレットを書いた人物は「S.S.」というイニシャルでしか知られていない。新しい題がプーシキンが1834年に書いた小説『スペードの女王』に影響されたものかはわからないが、話の内容は無関係である。この改訂版はグラーツのタリア劇場で1864年6月20日に初演されたが、やはり成功せず、ウィーンで公演されることはなかった。
スッペは（序曲のほかに）9曲の歌曲を作曲した。音楽の様式は多様であり、ロマン派オペラ風の曲やイタリアのオペラ・ブッファ風の曲、スペイン民謡風の曲、およびオッフェンバック『地獄のオルフェ』のカンカン風の音楽を含む。
序曲はオランダの作曲家ヨス・ファン・デ・ブラーク (nl:Jos van de Braak) によって吹奏楽に編曲された。

## あらすじ
エミールは少尉でかつ作曲家でもあったが金に困っていた。彼は裕福な未亡人の娘であるヘートヴィヒに恋していたが、ヘートヴィヒの後見人であるファビアン・ムーカーも彼女と結婚しようと思っていた。エミールの養母で占い師のユディットは一計を案じ、ムーカーを占って凶運を示すスペードの女王が出たといっておどす。いろいろな騒ぎの後、結局エミールはムーカーの甥でその財産を引きつぐ権利があることが明らかになり、ヘートヴィヒとも結ばれてハッピーエンドで終わる。

## 音源
序曲以外の曲を録音したものとして、ミハイル・ユロフスキ指揮ケルンWDR交響楽団のものがある。

## 序曲

### 楽器編成
フルート2（2番はピッコロ持ちかえ）、オーボエ2、クラリネット2、ファゴット2、ホルン4、トランペット2、トロンボーン3、オフィクレイド、ティンパニ、トライアングル、スネアドラム、バスドラム、シンバル、弦5部。

### 曲の構成
速度と拍子の変化によって曲はいくつかの部分に分けられる。
1. モデラート・クワシ・マエストーソ、4⁄4拍子、ニ長調。弦楽器を主体としたおだやかな音楽だが、要所で全奏によるffのアタックが加わる。
2. アレグロ・コン・フオーコ、2⁄4拍子、突然ト短調の激しい調子になるが、やがておさまり、スネアドラムのソロに続けてト長調のギャロップになる。
3. アンダンティーノ・コン・モート、4⁄4拍子、ニ長調。2本のフルートによる牧歌的な中間部。
4. アレグロ、2⁄4拍子、ニ長調。途中からギャロップが前より速い速度で再び現れ、華やかに終わる。

演奏時間は約8分。